# Frank Rinehart
Frank Albert Rinehart (12 de febrero de 1861[cita requerida]-17 de diciembre de 1928) fue un fotógrafo estadounidense conocido por sus fotos de personajes y escenas de los pueblos nativos de los Estados Unidos, en particular retratos de los líderes y miembros de las delegaciones indígenas que asistieron al Indian Congress (Congreso Indígena) de 1898 en Omaha. 

## Biografía
Rinehart, de origen germano-estadounidense, nació el 12 de febrero de 1861 en Lodi (Illinois) Illinois. Él y su hermano, Alfred, se trasladaron a Colorado en la década de 1870 y encontraron empleo en el estudio de fotografía de Charles Bohm en Denver. En 1881 los hermanos Rinehart formaron una asociación con el famoso fotógrafo del Oeste estadounidense, William Henry Jackson, que había alcanzado amplia fama por sus fotos del Viejo Oeste. Con el aprendizaje bajo la tutela de Jackson, Rinehart pudo perfeccionar sus habilidades profesionales, y desarrolló un gran interés por la cultura nativa norteamericana. En 1885, Frank Rinehart se casó con Anna Ransom Johnson, la recepcionista del estudio de Jackson, y se trasladó a Nebraska. Abrió su propio estudio de fotografía en el Edificio Brandeisv en el centro de Omaha, donde trabajó hasta su muerte. Rinehart y su esposa tuvieron dos hijas, Ruth y Helen; ambos nacieron en Nebraska.
En 1898, en ocasión del Congreso Indígena celebrado en conjunción con la Exposición Internacional Trans-Mississippi, Rinehart fue encargado de fotografiar el evento y las celebridades nativas que asistieron. 
Junto con su asistente Adolph Muhr (que posteriormente sería empleado por el famoso fotógrafo Edward S. Curtis), produjeron lo que hoy en día se considera «una de las mejores documentaciones fotográficas de líderes indígenas hacia el fin del siglo [XIX]». Tom Southall, ex conservador de fotografía del Museo de Arte Spencer de la Universidad de Kansas, comentó sobre la colección fotográfica de Rinehart:

La belleza dramática de estos retratos es especialmente impresionante como alejamiento de las fotografías anteriores, menos sensibles, de los nativos americanos. En lugar de ser registros etnográficos distantes, las fotografías de Rinehart son retratos de individuos con un énfasis en la fuerza de expresión. Aunque Rinehart y Muhr no fueron los primeros fotógrafos que retrataron temas indígenas con tanta dignidad, este gran cuerpo de trabajo que fue ampliamente visto y distribuido puede haber tenido una influencia importante en el cambio de las representaciones posteriores de los nativos americanos.

Rinehart y Muhr fotografiaron los nativos que participaron en el Congreso Indígena en un estudio de fotografía instalado en el terreno de la exposición, utilizando una cámara con negativos de vidrio de 8 x 10 con una lente alemana. Produjeron impresiones en platino para aprovechar la amplia gama de valores tonales ofrecido por este medio.
Después del Congreso Indígena, Rinehart y Muhr viajaron por las reservas indias durante dos años para retratar los líderes nativos que no habían asistido al congreso y fotografiar aspectos generales de la cultura y vida cotidiana indígena.
Actualmente, la colección de fotografías de Rinehart sobre los nativos norteamericanos se conserva en la Haskell Indian Nations University.  Desde 1994, la colección ha sido organizada, conservada, copiada, y catalogada en una base de datos, financiada por la Bureau of Indian Affairs y la Fundación Hallmark. Incluye imágenes de la exposición de 1898, la Greater American Exposition de 1899, retratos de estudio de 1900, y fotografías que Rinehart tomó en 1900 en la Crow Agency en Montana.

## Galería de imágenes

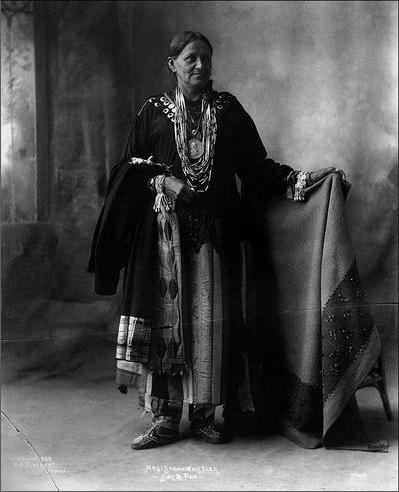
Sarah Whistler, mujer sauk.
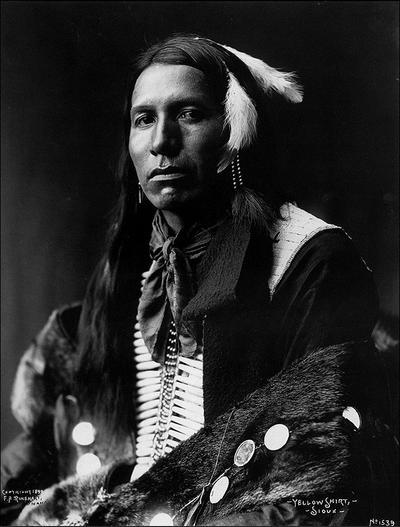
Yellow Shirt, jefe sioux Hunkpapa.
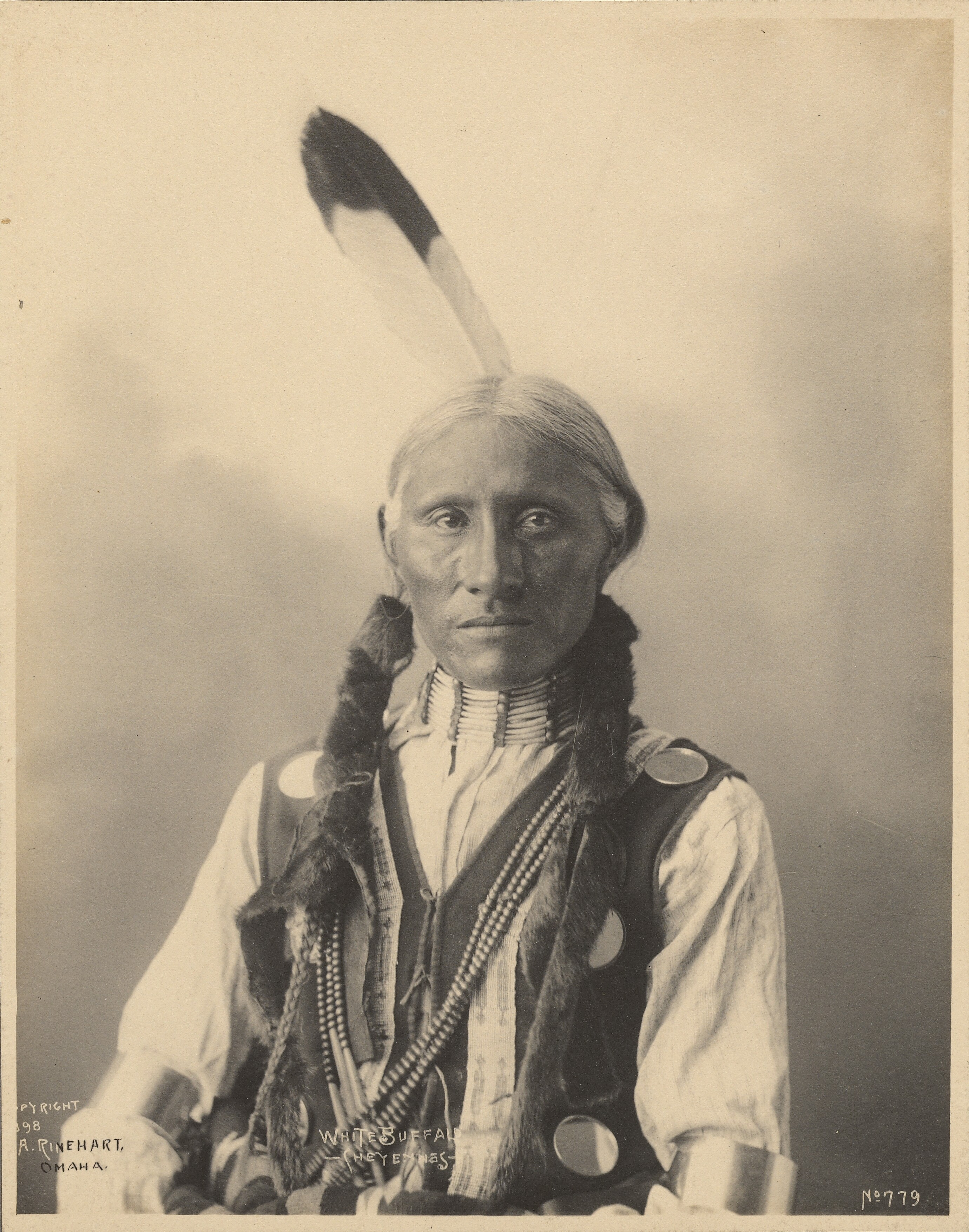
White Buffalo, jefe cheyenne.
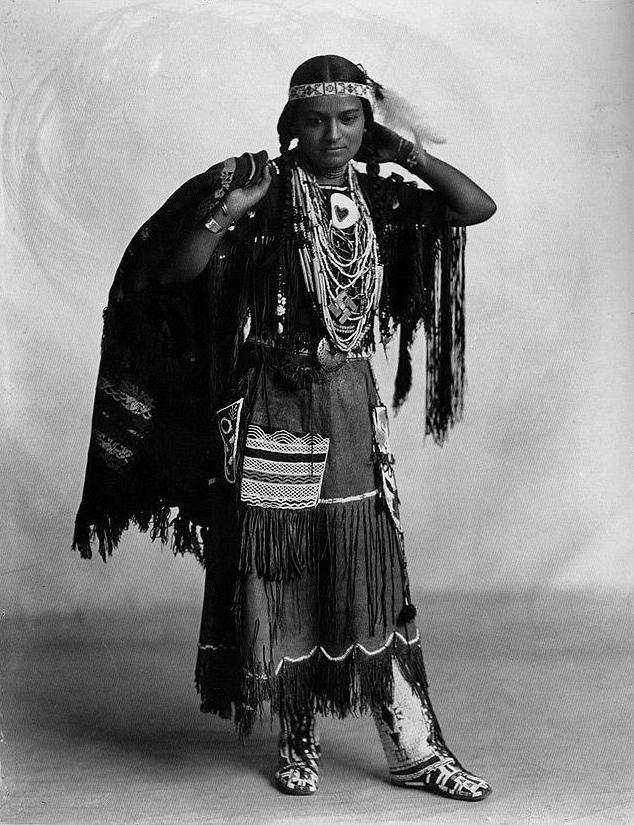
Wah-Ta-Waso, mujer penobscot.
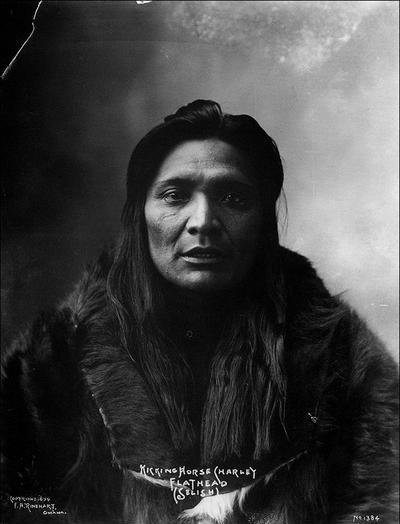
Kicking Horse, jefe salish.
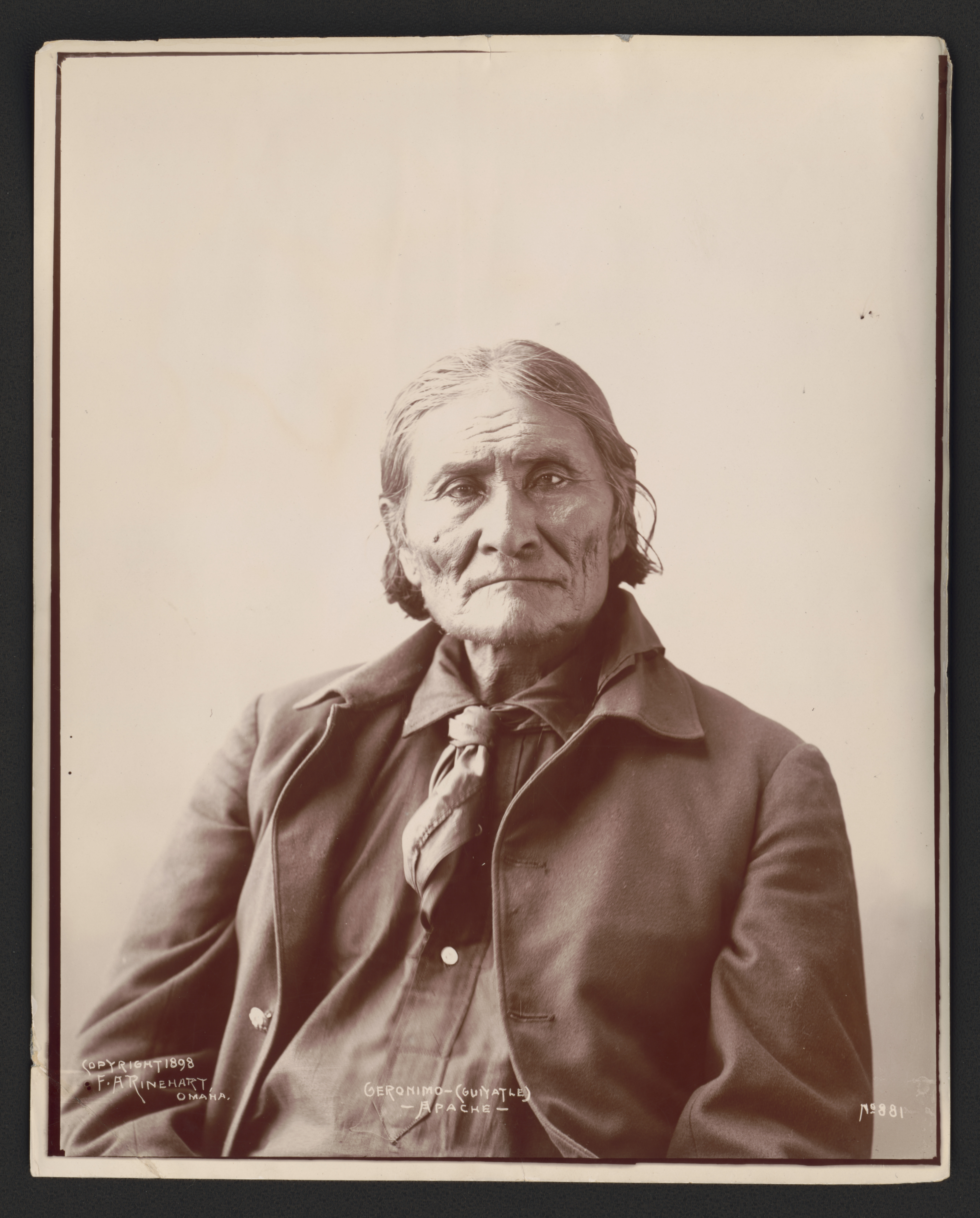
Geronimo, jefe apache chiricahua.
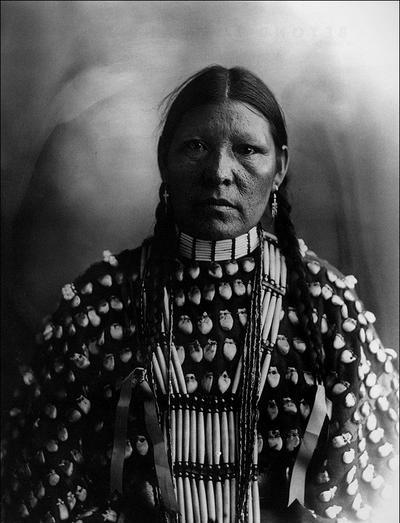
Freckle Face, mujer arapajó.
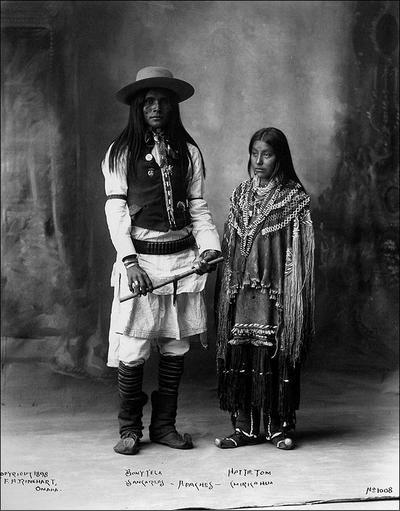
Bonie Tela, apache de San Carlos; y Hattie Tom, apache chiricahua.